# Body scanner
Un body scanner (in italiano: scansionatore del corpo) è un dispositivo di imaging dell'intero corpo utilizzato per lo screening di sicurezza negli aeroporti. Permette una ispezione corporale, finalizzata alla ricerca di armi e/o esplosivi, senza alcun contatto fisico con gli addetti alla sicurezza.
Esistono due tipi di body scanner:
- Scanner a onde millimetriche
- Scanner a retrodiffusione di raggi X

Per motivi di privacy, la testa è esclusa dalla scansione e le immagini dovrebbero essere immediatamente cancellate. L'analista è in un'altra stanza e non può vedere la persona in corso di scansione, ma è in contatto con altri funzionari che possono fermare la persona se nella scansione appare qualcosa di sospetto.
Secondo l'EPIC i body scanner non solo sono in grado di conservare le immagini catturate durante le scansioni, ma sono anche dotati di funzionalità per l'invio delle stesse.
Dato l'utilizzo di radiazioni c'è chi teme effetti per la salute, soprattutto nel caso di bambini e donne in gravidanza o nel caso di persone che viaggiano frequentemente in aereo. Sono in corso verifiche per accertare eventuali rischi.

Albert Charpentier ha applicato uno scanner a onde millimetriche per permettere di acquisire le misure del corpo per realizzare un sistema di prova vestiti virtuali, per meglio accontentare i desideri dei clienti.